# Valle del Genal
El Valle del Genal es un paraje de la provincia de Málaga, Andalucía, España. Está situado en la comarca de la Serranía de Ronda, al sudoeste de la provincia, con una extensión aproximada de 485 km².
Toma su nombre del río Genal y del valle que forma su curso. Se subdivide en el Alto y el Bajo Genal, e integra 15 municipios.

## Población
La población del Valle del Genal es de unos 7000 habitantes, y muestra claros síntomas de envejecimiento y tendencia al despoblamiento. 

## Municipios

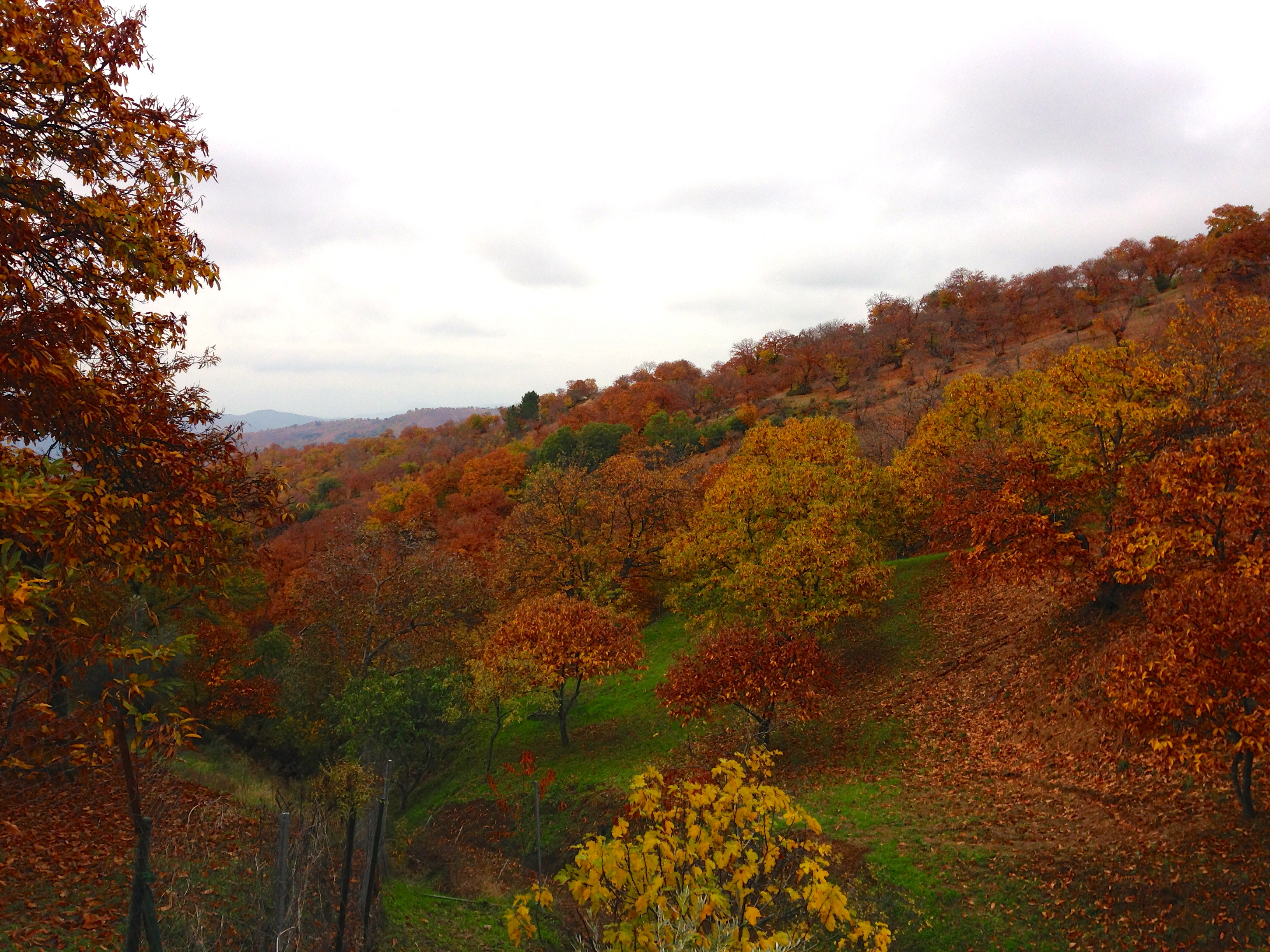
Vista otoñal

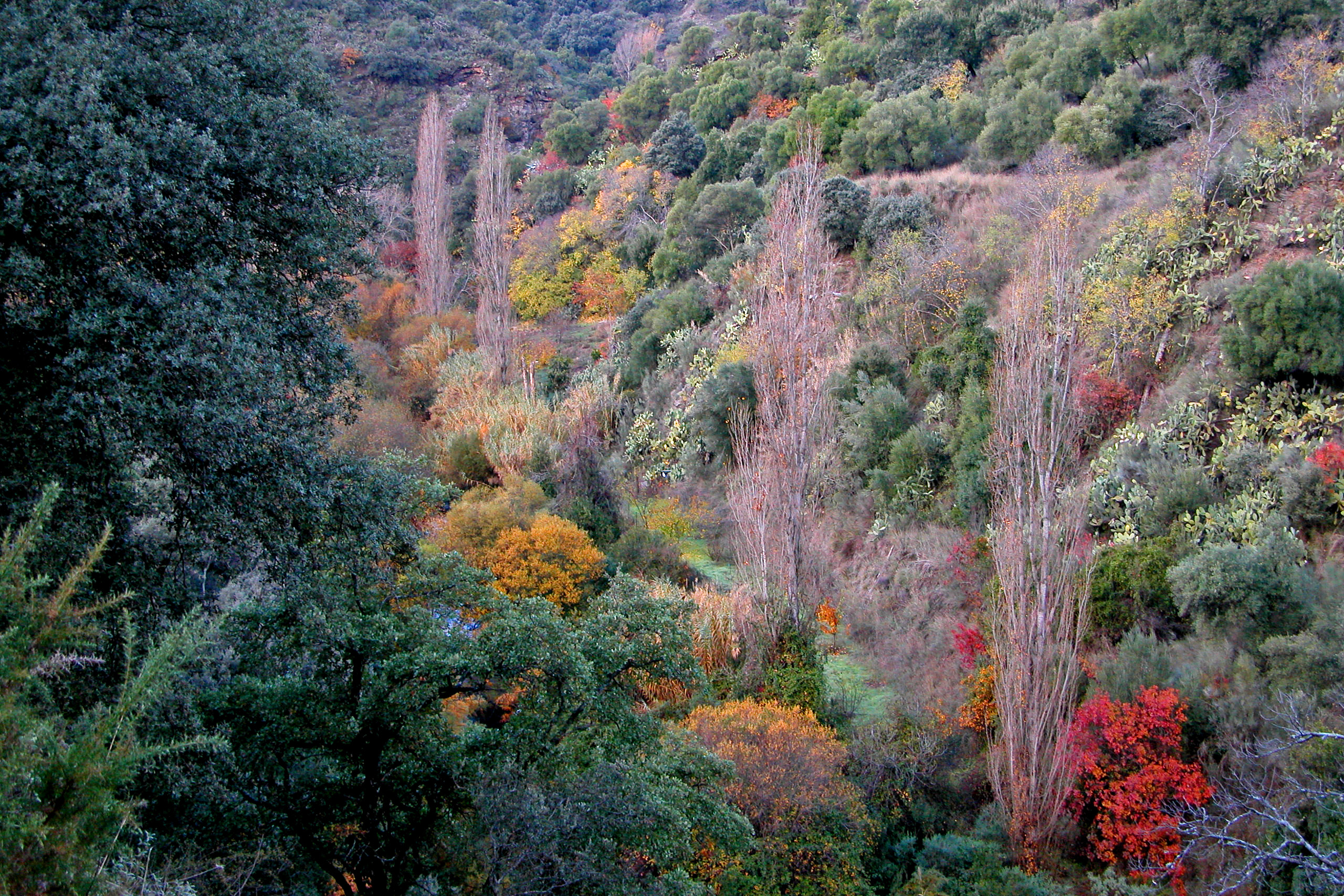
Valle del Genal

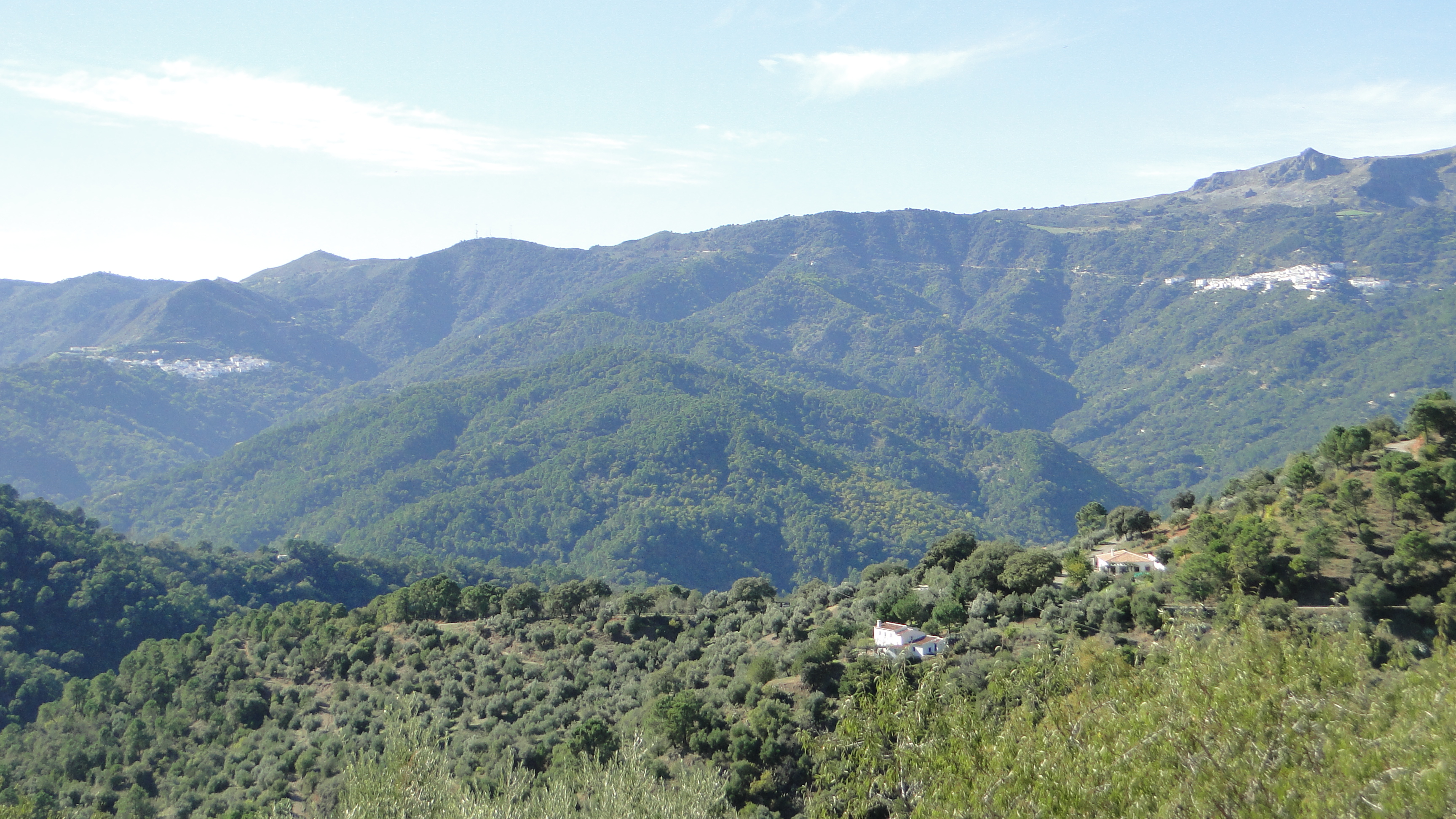
Valle del Genal desde Jubrique

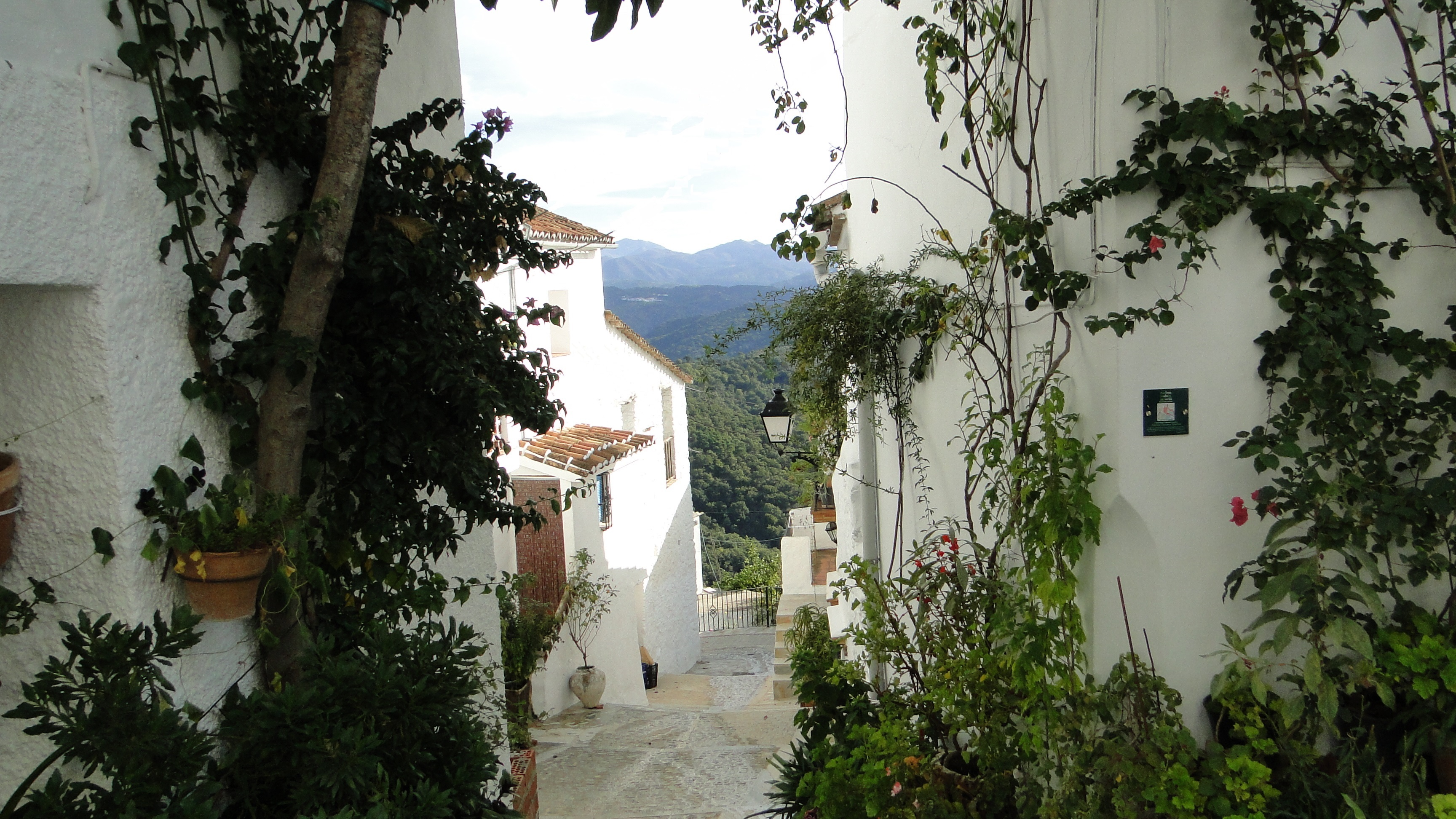
Benalauría

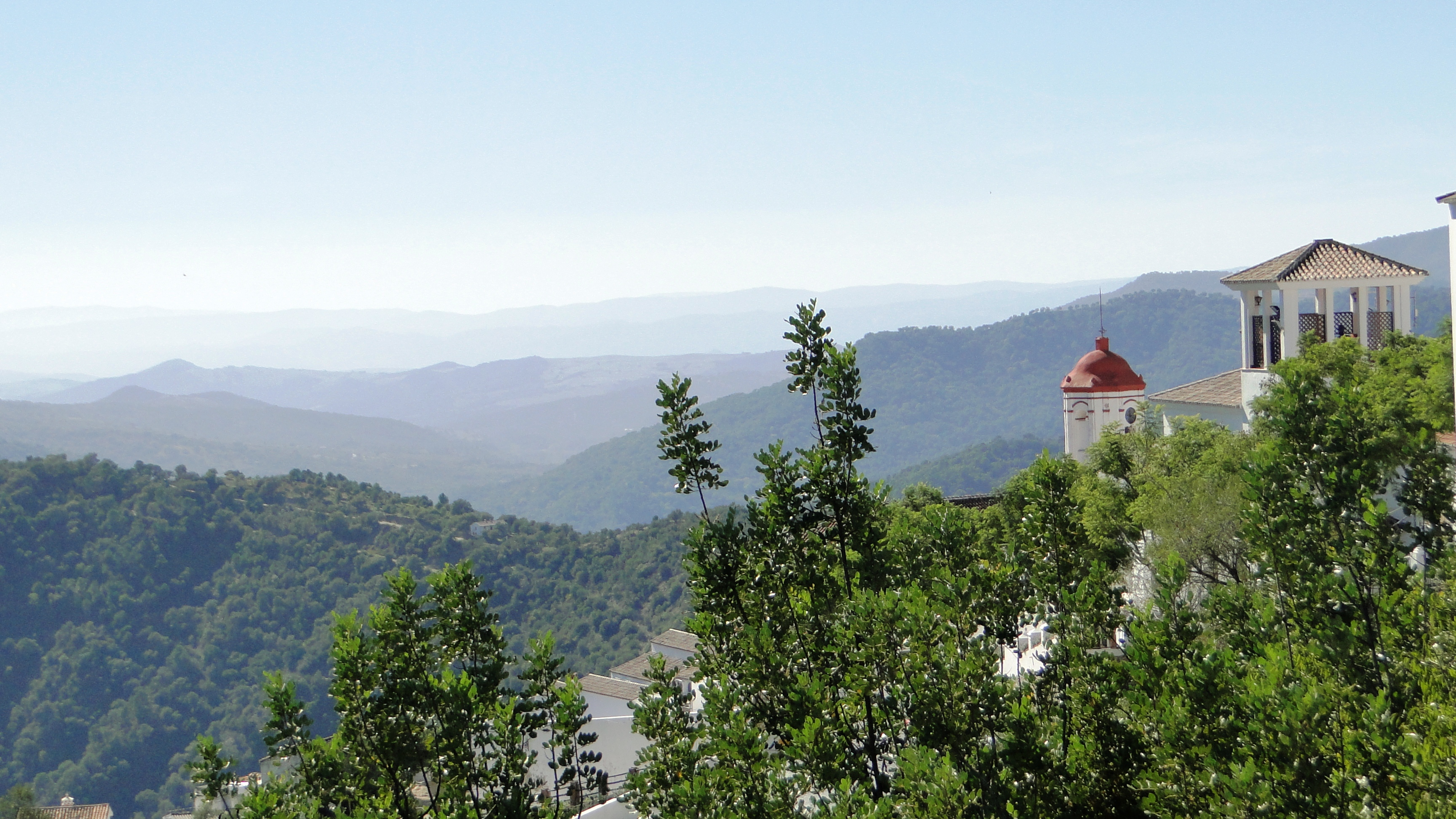
Genalguacil

- El Alto Genal comprende los pueblos de:
  - Igualeja
  - Pujerra
  - Parauta
  - Cartajima
  - Júzcar
  - Faraján
  - Alpandeire

- y el Bajo Genal:
  - Atajate
  - Benadalid
  - Benalauría
  - Algatocín
  - Benarrabá
  - Gaucín
  - Jubrique
  - Genalguacil

## Clima
El valle de Genal tiene un clima suave, influenciado tanto por el mar Mediterráneo como por el océano Atlántico. 
El invierno y el verano son más extremos en el Alto Genal que en el Bajo Genal, o sea, inviernos más fríos y veranos más calurosos. Esto afecta a las heladas que son más frecuentes en el Alto Genal generalmente en zonas de sombra, igual ocurre con la nieve.
La temperatura media del alto Genal ronda los 15 °C siendo más alta en el bajo Genal.
Las precipitaciones anuales superan en casi todos los puntos los 1000 l/m² (comparable a las de la Sierra de Grazalema).

## Economía
La economía tradicional se ha basado en la agricultura y en una cierta industria artesanal, siendo ejemplos la recogida de castañas, la artesanía del esparto y la elaboración de chacinas. En los últimos años está cobrando importancia el turismo rural.

## Comunicaciones
El paisaje es agreste, con malas comunicaciones por carretera ya no solo entre los pueblos que conforman el Valle sino con otros puntos 'claves' como puede ser la Costa del Sol o con otros pueblos de la Serranía de Ronda.
Cabe destacar el esfuerzo a la hora de realizar nuevas obras en las carreteras para su integración dentro del paisaje como puede ser la carretera paisajística Ronda-Gaucín.

## Gastronomía
- Mistela de Igualeja
- Mal-cocinado
- Cocina de Hinojos

## Flora y fauna

### Flora
Masas forestales de castaños, quejigos, alcornoques, pino de Monterrey, encinas, matorral de jaras y brezos.
El castaño (Castanea sativa) es quizás la especie más característica del Valle del Genal, el color rojizo que adquiere en otoño crea un paisaje de singular belleza denominado Bosque de Cobre

### Fauna
- - Corzo, tejón, nutria, meloncillo, gato montés.
  - Águila Real, buitre leonado, búho real, mirlo acuático.
  - Trucha.